# Hysterocarina paulistae
Hysterocarina paulistae är en svampart som beskrevs av H. Zogg 1949. Hysterocarina paulistae ingår i släktet Hysterocarina och familjen Hysteriaceae.   Inga underarter finns listade i Catalogue of Life.